# Steinseltz
Steinseltz (deutsch Steinselz, alemannisch Staaselz) ist eine französische Gemeinde mit 607 Einwohnern (Stand 1. Januar 2021) im Département Bas-Rhin in der Europäischen Gebietskörperschaft Elsass und in der Region Grand Est. Sie befindet sich am Rande des Naturparks der Nordvogesen.

## Geschichte
Die Siedlung wurde im 8. Jahrhundert durch den Mönch Dagobert von der Abtei von Weißenburg gegründet. Die Salzstraßen, die von Österreich in die Niederlande und von Wissembourg nach Saverne führten, passierten beide das Dorf. Der heutige Ortsname wurde von „Steinsalz“ und somit von den damaligen Salzgruben abgeleitet.
Von 1871 bis zum Ende des Ersten Weltkrieges gehörte Steinselz als Teil des Reichslandes Elsaß-Lothringen zum Deutschen Reich und war dem Kreis Weißenburg im Bezirk Unterelsaß zugeordnet.

## Bevölkerungsentwicklung
| Jahr      | 1910 | 1962 | 1968 | 1975 | 1982 | 1990 | 1999 | 2006 | 2017 |
| Einwohner | 466  | 556  | 471  | 491  | 556  | 580  | 615  | 649  | 596  |

## Wappen
Wappenbeschreibung: In Schwarz ein rotgezungter und so gekrönter goldener Löwe; Das Schildhaupt ist in Blau mit silbernen Stern und Gold gespalten.

## Wirtschaft
Die Landwirtschaft konzentriert sich vor allem auf den Weinbau und den Anbau von Obst.

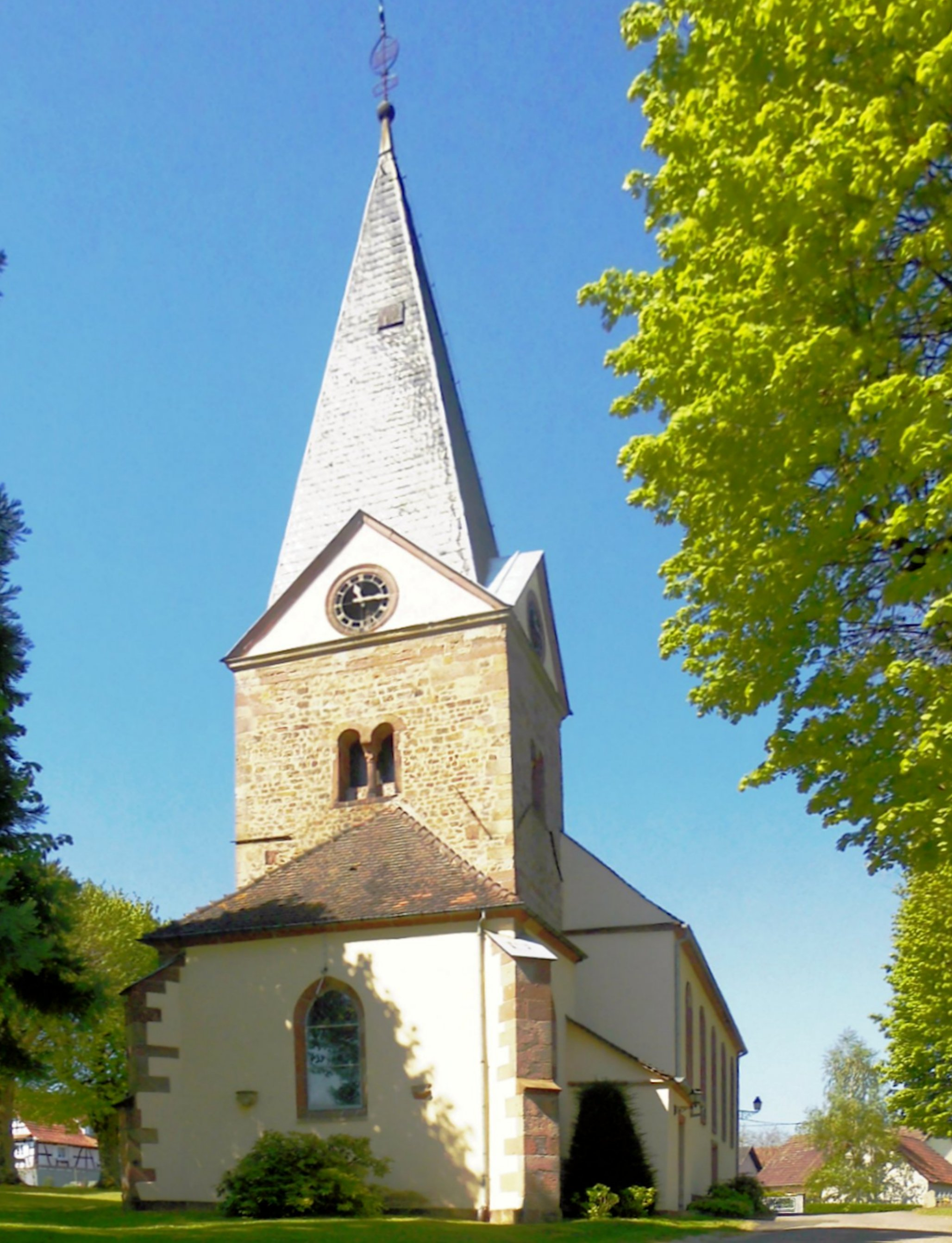
Protestantische Kirche St. Laurentius
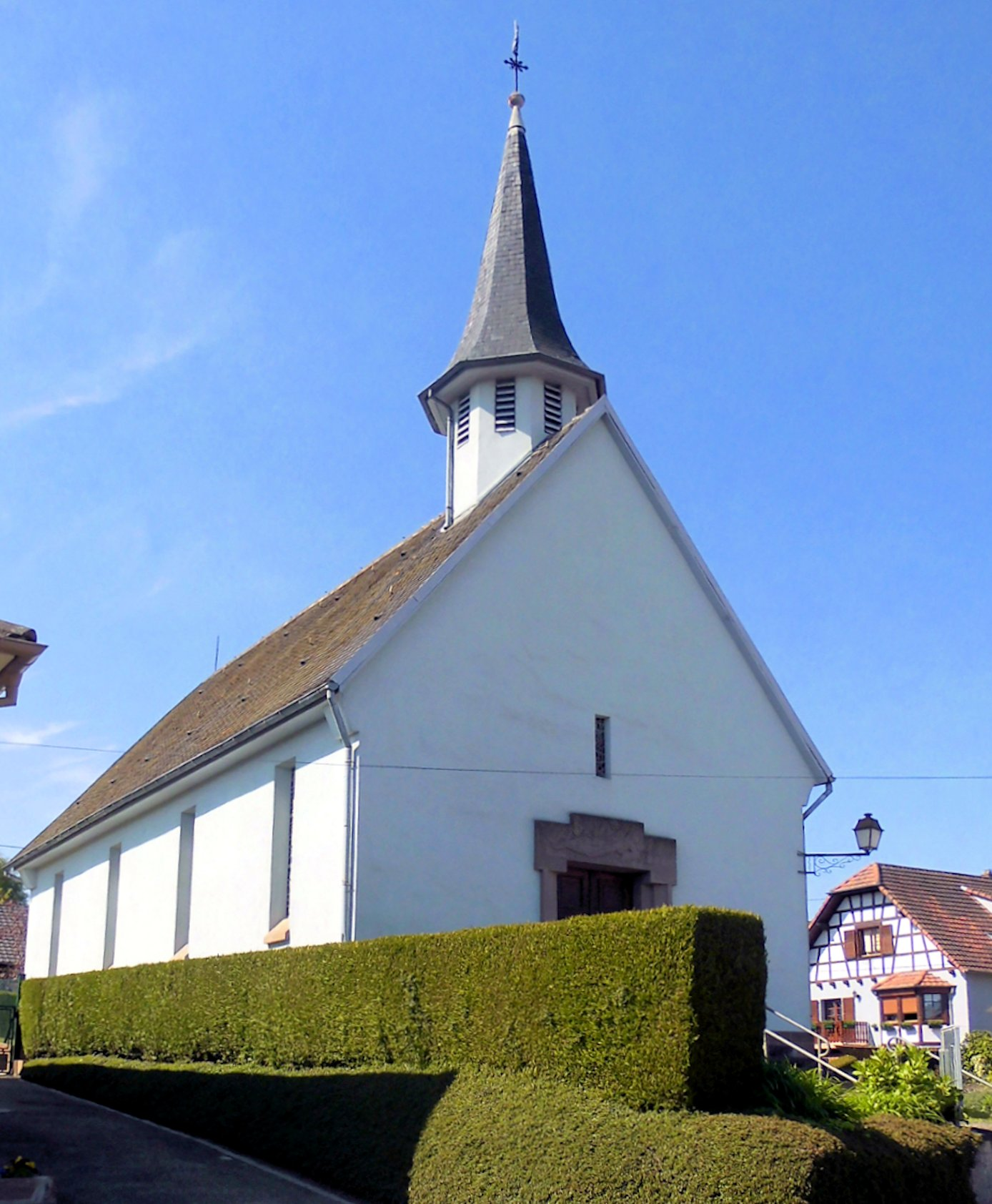
Katholische Kirche St. Laurentius